# Алексеев, Анатолий Николаевич (учёный)
Анатолий Николаевич Алексеев (род. 7 июня 1946, Вилюйск, Вилюйского района ЯАССР) — ректор Якутского государственного университета им. М. К. Аммосова. Доктор исторических наук, профессор, академик Международной академии наук высшей школы, академик АН РС (Я), зав. кафедрой археологии и истории СВФУ им. М. К. Аммосова.

## Биография
С 1977 по 1982 годы — научный сотрудник Музея археологии и этнографии Якутского государственного университета.
С 1978 по 2002 годы — ассистент, преподаватель, доцент, профессор Якутского государственного университета им. М. К. Аммосова
С 1986 по 1990 годы — зав. кафедры истории России Якутского государственного университета им. М. К. Аммосова
С 1991 год — первый проректор Якутского государственного университета им. М. К. Аммосова.
1995 год — депутат Горсобрания г. Якутска.
С 1995 по 2000 г. — депутат Государственного Собрания (Ил Тумэн) Республики Саха (Якутия).
С 1998 по 2010 годы — ректор Якутского государственного университета им. М. К. Аммосова.
С 2010 по 2011 годы — президент Северо-Восточного федерального университета имени М. К. Аммосова.
С 2011 по 2018 годы — директор Института гуманитарных исследований и проблем малочисленных народов Севера СО РАН.
С 2018 года — научный руководитель Института гуманитарных исследований и проблем малочисленных народов Севера СО РАН.

## Научная деятельность
В течение двух десятилетий организовывал и руководил археологической экспедицией ЯГУ.
Научные интересы: каменный, бронзовый, ранний железный века, этногенез коренных народов Якутии, особенно якутов.
В 1980-х годах впервые в республике начал проводить раскопки первых русских поселений на Северо-Востоке Якутии. Результатом этих работ стало написание докторской диссертации «Древние культуры Якутии (XIV тыс. до н. э. — XVIII в. н. э.)», защищённой в 1994 году.

## Награды и звания
- Заслуженный деятель науки Республики Саха (Якутия).
- Почётный гражданин Республики Саха (Якутия) (26 сентября 2022) — за выдающуюся научно-исследовательскую деятельность по изучению истории Якутии и ее популяризации, весомый вклад в социально-экономическое развитие Республики Саха (Якутия) и многолетний плодотворный труд
- Почётный работник высшего профессионального образования РФ.
- Награждён Орденом Почёта, Почётными грамотами Министерства образования РФ.
- Награждён знаком отличия Республики Саха (Якутия) «Гражданская доблесть», юбилейным знаком «380 лет Якутия с Россией».
- Награждён Почётной грамотой Совета Федерации Федерального Собрания Российской Федерации.